# Коткоподобни маймуни
Коткоподобните маймуни (Cercopithecidae), също маймуни на Стария свят, са семейство, обединяващо всички добре познати маймуни на Стария свят (тесноноси маймуни), предшественици на Човекоподобните, като макаци, павиани, морски котки (гвенони), колобуси, лангури и т.н. 

## Особености
Колобусите и лангурите, отделени в подсемейство Тънкотели маймуни (Colobinae) имат стройно тяло, дълга опашка и сложен стомах тъй като са предимно растителноядни. Останалите маймуни в подсемейство Cercopithecinae са на практика всеядни и имат характерни задбузни торбички в които тъпчат храната си. 
Повечето видове, с изключение на някои безопашати макаци, дрила и мандрила, имат дълги опашки (научното наименование Cercopithecidae се превежда от латински като опашати маймуни). Всички маймуни стъпват на цяла длан и стъпало. Носовата им преграда е тясна, а ноздрите им са обърнати напред, за разлика от американските Широконоси маймуни. Много видове имат седалищни мазоли, които представляват възглавнички от мастна тъкан покрити с дебела, често ярко червена кожа.

## Разпространение и размножаване
Срещат се в Африка, Азия и на Гибралтар в Европа (виж Магот). Освен по дърветата, някои маймуни живеят предимно на земята, в савани, скалисти местности и дори - в градска среда.
Живеят до 30 – 40 години. Активни са през деня и водят стаден начин на живот със строга йерархия в групата. Полова зрялост достигат на 3 до 5-годишна възраст. Бременността при маймуните продължава 150 – 200 дни и раждат по 1 малко.

## Класификация
- разред Primates – Примати
  - подразред Haplorrhini – Маймуни
    - инфраразред Simiiformes – Същински маймуни
      - парворазред Catarrhini – Тесноноси маймуни
        - надсемейство Cercopithecoidea
          - семейство Cercopithecidae – Коткоподобни маймуни
            - подсемейство Cercopithecinae
              - род Allenopithecus (Cercopithecus) – маймуни на Ален (блатни маймуни)
              - род Miopithecus (Cercopithecus) – талапойни (гвенони джуджета)
              - род Erythrocebus (Cercopithecus) – патаси (червени гвенони)
              - род Chlorocebus (Cercopithecus) – зелени морски котки (гриветки)
              - род Cercopithecus – гвенони (морски котки)
              - род Macaca – макаци
              - род Lophocebus – гривести мангабеи
              - род Rungwecebus (Lophocebus), Jones et al., 2005 – високопланински мангабеи (кипунджи)
              - род Papio – павиани
              - род Theropithecus – гелади
              - род Cercocebus – мангабеи
              - род Mandrillus – мандрили

            - подсемейство Colobinae – Тънкотели маймуни
              - род Colobus – черно-бели колобуси
              - род Piliocolobus (Procolobus) – червени колобуси
              - род Procolobus – зелени колобуси
              - род Trachypithecus (Presbytis) – качулати лангури (лутунги)
              - род Presbytis – лангури (сурили)
              - род Semnopithecus (Presbytis) – сиви лангури (ханумани)
              - род Pygathrix – лангури дук
              - род Rhinopithecus – чипоноси маймуни[2]
              - род Nasalis – дългоноси маймуни
              - род Simias – свинеопашати лангури (симиаси)